# Villanueva de Córdoba (kommunhuvudort)
Villanueva de Córdoba är en kommunhuvudort i Spanien.   Den ligger i provinsen Province of Córdoba och regionen Andalusien, i den centrala delen av landet, 250 km söder om huvudstaden Madrid. Villanueva de Córdoba ligger 729 meter över havet och antalet invånare är 10 057.
Terrängen runt Villanueva de Córdoba är huvudsakligen platt. Villanueva de Córdoba ligger uppe på en höjd. Runt Villanueva de Córdoba är det glesbefolkat, med 15 invånare per kvadratkilometer. Villanueva de Córdoba är det största samhället i trakten. 